# 베이스 (성악)

베이스(bass)는 성악에서 남자 가수의 가장 낮은 음역이다. 성악 베이스는 정확히 남자 가수의 낮은음자리표이다.

## 같이 보기
- 분류:베이스